# Les Voltes de les Mesures
Les Voltes de les Mesures és una obra del municipi de Cassà de la Selva (Gironès) inclosa en l'Inventari del Patrimoni Arquitectònic de Catalunya.

## Descripció
Es tracta d'un porxo públic de planta rectangular. De l'edifici primitiu en resten les bases del porxo de pedra natural. El paviment de lloses de pedra natural fou canviat recentment per un altre de formigó. La darrera restauració ha retornat a les llambordes de pedra primitives al paviment.

## Història
Aquest és l'únic porxo existent a Cassà. És més gran el seu interès històric que no pas l'arquitectònic. Antigament en aquest porxo hi havia les mesures públiques de cereals que eren de pedra natural treballada. Existeix la hipòtesi que fou probablement Joan II el que va coincidir les mesures a Cassà, després de restablir el consell municipal per privilegi de 14 de gener de 1456. S'havien d'utilitzar forçosament i el pagament de la tarifa s'efectuava amb gra. Amb la desamortització de 1813 l'ajuntament és obligat a posar la venda les mesures, que recuperarà poc temps després. El porxo era cobert directament pel teulat, però, l'any 1841 l'ajuntament autoritzà al flequer, Francesc Oller, la construcció d'un edifici a dalt la teulada, amb el pagament d'una tarifa anual.